# Antônio Prado
Antônio Prado è un comune del Brasile nello Stato del Rio Grande do Sul, parte della mesoregione del Nordeste Rio-Grandense e della microregione di Caxias do Sul.

## Storia
La Serra Gaúcha era già abitata da indiani caigangues da tempo immemorabile, ma questi furono violentemente sostituiti dai cosiddetti "bugreiros", nell'ambito di una politica ufficiale del governo brasiliano per "imbiancare" la popolazione brasiliana.
Ciò fece spazio alla fine del XIX secolo affinché il governo dell'Impero del Brasile colonizzasse la regione con una popolazione europea. In questo modo, migliaia di immigrati arrivarono ad Antônio Prado che fu l'ultima colonia italiana creata dal governo imperiale: nel 1886, i primi italiani si stabilirono nella regione, dedicandosi alla piccola agricoltura.
Attualmente è considerata la città con la maggiore influenza italiana in Brasile.
Il suo nome è un omaggio al consigliere Antonio da Silva Prado, promotore dell'immigrazione italiana in Brasile..
Il 28 settembre 2016 il dialetto talian è stata co-ufficializzata nel comune.

## Monumenti e luoghi d'interesse
La città ha il più grande e completo complesso architettonico della colonizzazione italiana in Brasile, con 48 edifici nel centro della città elencate dall'Istituto del patrimonio nazionale storico ed artistico dagli anni 1980. Altre proprietà nella zona rurale di Antonio Prado sono sopravvissute nel tempo e sono di grande valore storico e architettonico, considerate pietre miliari della colonizzazione italiana nel sud del Brasile.
Nel 1995 il centro storico della città ha ospitato il set cinematografico del film O Quatrilho - Il quadriglio, il secondo film brasiliano nella storia ad essere nominato per un Oscar. Alcune strade della zona centrale avevano ciottoli coperti di terra e i lampioni furono rimossi per ricreare le strade della città di Caxias do Sul all'inizio del XX secolo.

## Amministrazione

### Gemellaggi
- Monselice, dal 2025